# Kutawuluh
Kutawuluh is een bestuurslaag in het regentschap Banjarnegara van de provincie Midden-Java, Indonesië. Kutawuluh telt 2325 inwoners (volkstelling 2010).